# 横山紳
横山 紳（よこやま しん、1963年〈昭和38年〉3月13日 - ）は、日本の農林水産官僚。

## 来歴
兵庫県神戸市出身。白陵高等学校を経て、1986年（昭和61年）3月、東京大学法学部を卒業。同年4月、農林水産省へ入省。
入省後、農林水産省大臣官房参事官（国際）、同国際部国際経済課長、消費・安全局総務課長、農林水産省大臣官房秘書課長、同国際部長などを歴任。途中、通商産業省などに出向し、通商産業省貿易局貿易保険課課長補佐、在アメリカ合衆国日本国大使館参事官などを務めた。
通商産業省の貿易保険課課長補佐時代には公的債務のリスケジュール交渉を担い、その後も農産物に係る国際交渉に携わった。また、阪神・淡路大震災が発生した際には現地本部に派遣され、同年の3月末まで旧生糸検査所に泊まり込んで食料供給の安定などに取り組んだ。
2017年（平成29年）7月10日、農林水産省大臣官房総括審議官（国際）に就任。
2019年（令和元年）7月8日、農林水産省経営局長に就任。
2020年（令和2年）8月3日、農林水産省大臣官房長に就任。
2022年（令和4年）6月28日、農林水産事務次官に就任。
2024年（令和6年）7月5日、農林水産省を退職。

## 年譜
- 1986年（昭和61年）
  - 3月 - 東京大学法学部卒業[3]
  - 4月 - 農林水産省入省[3]
- 1993年7月 - 通商産業省貿易局貿易保険課長補佐（財務室調整班長）[11]
- 1994年6月 - 農林水産省経済局国際部国際経済課課長補佐（総括及び総務班担当）[11]
- 1998年5月 - 日本貿易振興会ジェトロ・シカゴ・センター所員[11]
- 2004年（平成16年）6月 - 在アメリカ合衆国日本国大使館参事官[3]
- 2007年（平成19年）7月 - 農林水産省大臣官房参事官（国際）[3]
- 2008年（平成20年）8月 - 農林水産省大臣官房国際部国際経済課長[3]
- 2010年（平成22年）12月 - 農林水産省大臣官房参事官[3]
- 2012年（平成24年）8月 - 農林水産省消費・安全局総務課長[3]
- 2013年（平成25年）7月 - 農林水産省大臣官房秘書課長[3]
- 2016年（平成28年）6月 - 農林水産省大臣官房国際部長[3]
- 2017年（平成29年）7月 - 農林水産省大臣官房総括審議官（国際）[9]
- 2019年（令和元年）7月 - 農林水産省経営局長[8]
- 2020年（令和2年）8月 - 農林水産省大臣官房長[7]
- 2022年（令和4年）6月 - 農林水産事務次官[4]
- 2024年（令和6年）7月 - 農林水産省退職[5][6]